# LIVE TOUR 2020 To-y2
「Kis-My-Ft2 LIVE TOUR 2020 To-y2」（キスマイフットツー ライブ ツアー 2020 トイズ）は、Kis-My-Ft2のライブDVD/Blu-ray。2021年1月20日にavex traxから発売された。

## 概要
2020年10月3日・4日に開催された自身初の無観客生配信ライブ「Kis-My-Ft2 LIVE TOUR 2020 To-y2」から、10月4日公演の模様を中心に、ライブとは別で収録した映像も使用し再編集して収録。（Blu-ray盤のみ、10月3日公演も一部特典映像として収録）配信ライブでは披露されなかったユニット曲のパフォーマンスも追加収録されている。
初回盤DVD、初回盤Blu-ray、通常盤DVDの3形態で発売。
10月3日公演のみで披露され、今作には未収録の「HANDS UP」「Sometime...」「Be alright」「My Place」のライブ映像は、27thシングル『Luv Bias』のシリアルコード特典映像となった。
今作収録の「COUNT 7EVEN」「MAHARAJA」は、後に2ndベストアルバム「BEST of Kis-My-Ft2」通常盤特典映像「ファン投票 BEST of LIVE SETLIST」にも収録。

## 収録内容

### 本編映像
- 通常盤DVDのみメンバー副音声を収録。

DISC 1
1. Overture
2. Cannonball
3. Make you mine
4. Mr.FRESH
5. Dancing Star
6. Mashup（PICK IT UP / Luv Sick / Gravity）
7. COUNT 7EVEN
8. Rainy Days
9. Letting Go
10. memento
11. MAHARAJA
12. We are キスマイ!
13. SHE! HER! HER!
14. MC
15. 君想い
16. 種
17. HiHi Jets - HiHi Jets
18. 運命 - 宮田俊哉・玉森裕太
19. 王国の蝶 - 横尾渉・千賀健永
20. バクテリア - 北山宏光・藤ヶ谷太輔
21. # NO!NO! - 玉森裕太・二階堂高嗣
22. Edge of Days
23. Catapult
24. Brand New World
25. YES! I SCREAM
26. EXPLODE
27. Super Tasty!
28. HUG & WALK
29. To Yours
30. エンドロール（Smilest）

[ENCORE]
1. Everybody Go
2. ENDLESS SUMMER

### 特典映像

#### 初回盤DVD

##### DISC 2
1. Document Movie -Road to LIVE TOUR 2020 To-y2-

##### DISC 3
1. KIS-MY-TV NEO! ～ゼロイチでやってみまSHOW～

#### 初回盤Blu-ray

##### DISC 1
1. 10月3日公演MC
MC中に披露された「Still song for you」「種」も収録。
2. 名場面集

##### DISC 2「マルチアングル映像」
1. Cannonball
2. Rainy Days
3. Catapult
4. 運命 - 宮田俊哉・玉森裕太
5. 王国の蝶 - 横尾渉・千賀健永
6. バクテリア - 北山宏光・藤ヶ谷太輔
7. # NO!NO! - 玉森裕太・二階堂高嗣

### スペシャルエディットCD
※通常盤DVDのみ

#### DISC 1
1. Overture（inst.）
2. Cannonball
  - 9thアルバム「To-y2」収録曲
3. Make you mine
  - 9thアルバム収録曲
4. Mr.FRESH
  - 25thシングル「Edge of Days」カップリング
5. Dancing Star
  - 1stアルバム「Kis-My-1st」通常盤ボーナストラック
6. Mashup（PICK IT UP / Luv Sick / Gravity）
  - 19thシングル/9thシングル「SNOW DOMEの約束/Luv Sick」の2曲目/16thシングルのマッシュアップ
7. Inter（inst.）
8. COUNT 7EVEN
  - 9thアルバム収録曲
9. Rainy Days
  - 22ndシングル「君、僕。」初回盤Aカップリング
10. Letting Go
  - 9thアルバム収録曲
11. memento
  - 9thアルバム収録曲
12. MAHARAJA
  - 9thアルバム収録曲
13. We are キスマイ!
  - 7thアルバム「Yummy!!」通常盤ボーナストラック
14. SHE! HER! HER!
  - 3rdシングル

#### DISC 2
1. 君想い
  - 23rdシングル「君を大好きだ」通常盤カップリング
2. 種
  - 9thアルバム通常盤シークレットトラック
3. Inter（inst.）
  - 下記3曲のアレンジ

  1. Kiss魂
    - 13thシングル

  2. アイノビート
    - 5thシングル

  3. キ・ス・ウ・マ・イ 〜KISS YOUR MIND〜
    - 7thシングル「キ・ス・ウ・マ・イ 〜KISS YOUR MIND〜/S.O.S (Smile On Smile)」の1曲目
4. 運命 - 宮田俊哉・玉森裕太
  - 9thアルバム通常盤収録曲
5. 王国の蝶 - 横尾渉・千賀健永
  - 9thアルバム通常盤収録曲
6. バクテリア - 北山宏光・藤ヶ谷太輔
  - 9thアルバム通常盤収録曲
7. # NO!NO! - 玉森裕太・二階堂高嗣
  - 9thアルバム通常盤収録曲
8. Inter（inst.）
9. Edge of Days
  - 25thシングル
10. Catapult
  - 26thシングル「ENDLESS SUMMER」通常盤カップリング
11. Brand New World
  - 4thアルバム「KIS-MY-WORLD」リードトラック
12. YES! I SCREAM
  - 5thアルバム「I SCREAM」リードトラック
13. EXPLODE
  - 6thアルバム「MUSIC COLOSSEUM」リードトラック
14. Super Tasty!
  - 7thアルバムリードトラック
15. HUG & WALK
  - 8thアルバム「FREE HUGS!」リードトラック
16. To Yours
  - 9thアルバムリードトラック

## ライブツアー
「Kis-My-Ft2 LIVE TOUR 2020 To-y2」は、日本のアイドルグループ・Kis-My-Ft2が9thアルバム「To-y2」を引っさげて2020年4月9日から6月7日にかけて行う予定だった5大ドームツアー、及び同年10月3日・4日に開催した生配信ライブ。

### 概要
当初は、4月9日の東京ドーム公演から6月7日の福岡PayPayドーム公演までの13公演を行う予定であった。Kis-My-Ft2としては3年連続3度目の5大ドームツアーの予定だった。
2020年3月27日、新型コロナウイルス感染拡大防止のため、4月9日・10日・11日・12日の東京ドーム公演を中止することが発表された。この時点では、振替公演の有無は未定であった。
2020年4月14日、新型コロナウイルス感染拡大防止のため、5月9日・10日のナゴヤドーム公演、5月16日・17日のメットライフドーム公演、5月22日・23日・24日の京セラドーム大阪公演を中止することが発表された。この時点では、振替公演の有無は未定であった。
2020年5月8日から7月7日まで、ジャニーズ事務所のオンラインストア　「Johnny’s goods shop MERCH MARKET 2020」にて、今ツアーで販売を予定していたツアーグッズが通信販売された。
2020年5月15日、新型コロナウイルス感染拡大防止のため、6月6日・7日の福岡ヤフオク!ドーム公演を中止することが発表された。これによって、当初予定されていた13公演が全て中止となった。
同日、返金を希望する人を対象に、緊急返金窓口を設け、払い戻しの手続きを進めることを発表した。この時点では振替公演の有無は未定であったが、ジャニーズ事務所は振替開催の実現に向けて調整する予定であると発表した。
2020年5月16日、今ツアーが全公演中止となった代わりに、過去のライブDVDの映像からセレクトした特別映像をYouTubeにて期間限定配信する「Kis-My-Ft2 WEB FES」を開催することを発表。（詳細は後述）
2020年8月8日、振替公演の開催に向けて調整を行ってきたが、案内ができる状況にないため、全公演を中止することを改めて発表した。
2020年9月4日、今ツアーを10月3日・4日に配信ライブとしてJohnny's net オンラインで行うことが発表された。
2020年9月18日、配信ライブの詳細が発表され、東京ドームから配信を行うことも発表された。また、同日の12時からチケットが販売された。
2020年10月2日～4日、アルバム「To-y2」の各形態に封入されているシリアルコードを保有する全員が視聴できる『「Kis-My-Ft2 LIVE TOUR 2020 To-y2」ライブ配信直前！メンバーが責任持って見所伝えます SP！！』が配信された。
本公演が、史上初の東京ドームでの無観客・生配信ライブとなった。さらに、アンコールでは史上初となる、隣接する東京ドームホテルの屋上でのパフォーマンスも披露した。
2020年11月21日に10月3日公演、22日に10月4日公演のリピート配信が行われた。

### 日程・会場

#### 当初の予定
※全公演、新型コロナウイルス感染拡大防止のため中止。
| タイトル                        | #  | 年     | 公演日   | 公演時間 | 会場                | 備考 |
| ------------------------------- | -- | ------ | -------- | -------- | ------------------- | --- |
| Kis-My-Ft2 LIVE TOUR 2020 To-y2 | 1  | 2020年 | 04月09日 | 18:30    | 東京ドーム          | |
| Kis-My-Ft2 LIVE TOUR 2020 To-y2 | 2  | 2020年 | 04月10日 | 18:30    | 東京ドーム          | |
| Kis-My-Ft2 LIVE TOUR 2020 To-y2 | 3  | 2020年 | 04月11日 | 18:00    | 東京ドーム          | 開場前に公開リハーサルの開催を予定していた。 |
| Kis-My-Ft2 LIVE TOUR 2020 To-y2 | 4  | 2020年 | 04月12日 | 18:00    | 東京ドーム          | |
| Kis-My-Ft2 LIVE TOUR 2020 To-y2 | 5  | 2020年 | 05月09日 | 17:00    | ナゴヤドーム        | |
| Kis-My-Ft2 LIVE TOUR 2020 To-y2 | 6  | 2020年 | 05月10日 | 16:00    | ナゴヤドーム        | 開場前に公開リハーサルの開催を予定していた。 |
| Kis-My-Ft2 LIVE TOUR 2020 To-y2 | 7  | 2020年 | 05月16日 | 18:00    | メットライフドーム  | |
| Kis-My-Ft2 LIVE TOUR 2020 To-y2 | 8  | 2020年 | 05月17日 | 18:00    | メットライフドーム  | 開場前に公開リハーサルの開催を予定していた。 開演を予定していた時刻より、YouTubeにて「Kis-My-Ft2 WEB FES Day1～キスマイGo!編～」公開                           |
| Kis-My-Ft2 LIVE TOUR 2020 To-y2 | 9  | 2020年 | 05月22日 | 18:30    | 京セラドーム大阪    | |
| Kis-My-Ft2 LIVE TOUR 2020 To-y2 | 10 | 2020年 | 05月23日 | 17:00    | 京セラドーム大阪    | |
| Kis-My-Ft2 LIVE TOUR 2020 To-y2 | 11 | 2020年 | 05月24日 | 16:00    | 京セラドーム大阪    | 開場前に公開リハーサルの開催を予定していた。 開演を予定していた時刻より、YouTubeにて「Kis-My-Ft2 WEB FES Day2～オラオラ編～」公開                              |
| Kis-My-Ft2 LIVE TOUR 2020 To-y2 | 12 | 2020年 | 06月06日 | 17:00    | 福岡ヤフオク!ドーム | 開演を予定していた時刻より、YouTubeにて「Kis-My-Ft2 WEB FES Day4～ユニット編～」公開                                                                           |
| Kis-My-Ft2 LIVE TOUR 2020 To-y2 | 13 | 2020年 | 06月07日 | 17:00    | 福岡ヤフオク!ドーム | 開場前に公開リハーサルの開催を予定していた。 開演を予定していた時刻より、YouTubeにて「Kis-My-Ft2 WEB FES FINAL～LIVE TOUR 2019 FREE HUGS! YouTube ver.～」公開 |

#### 配信
| タイトル                        | # | 年     | 公演日    | 公演時間 | 会場       | 備考                                                                        |
| ------------------------------- | - | ------ | --------- | -------- | ---------- | --------------------------------------------------------------------------- |
| Kis-My-Ft2 LIVE TOUR 2020 To-y2 | 1 | 2020年 | 010月03日 | 18:00    | 東京ドーム | 有料映像配信サービス『Johnny's net オンライン』にて配信された無観客ライブ。 |
| Kis-My-Ft2 LIVE TOUR 2020 To-y2 | 2 | 2020年 | 010月04日 | 18:00    | 東京ドーム | 有料映像配信サービス『Johnny's net オンライン』にて配信された無観客ライブ。 |

### 楽曲アンケート
各日開演1時間前より、日替わり楽曲アンケートが行われた。
10月3日
アルバム「To-y2」の初回盤B特典映像「KIS-MY-TV～キスマイリアルすごろく～」で優勝し、「次のライブで目立てる権」を獲得した宮田俊哉が披露したい楽曲として挙げた「Still song for you」、「今はまだ遠く 果てしない夢も」の2曲から選ばれ、票数の多かった「Still song for you」が披露された。
10月4日
メンバーが「今だからこそ、みんなに届けたい」という想いで選曲した「君想い」、「負けないで」の2曲から選ばれ、票数の多かった「君想い」が披露された。

### Kis-My-Ft2 WEB FES
今ツアーの全公演中止を受け、2020年5月17日から6月14日にかけてavex公式YouTubeチャンネルにて「Kis-My-Ft2 WEB FES」と題した動画配信企画が行われた。内容は、過去のライブ映像からテーマごとにセレクトされた特別映像を配信するというもの。一部動画の公開日時はツアーの開演時刻に合わせられている。
2021年8月9日をもって、「FINAL」を除く5本の動画は公開を終了した。

#### セットリスト
1. Day1～キスマイGo!編～
  - 5月17日18時公開

  1. Everybody Go
    - 2ndライブ・ビデオ「Kis-My-Ft2 Debut Tour 2011 Everybody Go at 横浜アリーナ 2011.7.31」収録映像

  2. SHE! HER! HER!
    - 3rdライブ・ビデオ「Kis-My-Ft2 Kis-My-MiNT Tour at 東京ドーム 2012.4.8」収録映像

  3. WANNA BEEEE!!!
    - 4thライブ・ビデオ「SNOW DOMEの約束 IN TOKYO DOME 2013.11.16」収録映像

  4. アイノビート
    - 4thライブ・ビデオ収録映像

  5. Thank youじゃん!
    - 9thライブ・ビデオ「LIVE TOUR 2018 Yummy!! you&me」収録映像

  6. SNOW DOMEの約束
    - 23rdシングルEXTRA盤特典DVD「LIVE TOUR 2018 YOU&ME Extra Yummy!!」収録映像

  7. I Scream Night
    - 7thライブ・ビデオ「CONCERT TOUR 2016 I SCREAM」収録映像
2. Day2～オラオラ編～
  - 5月24日16時公開

  1. FIRE BEAT
    - 5thライブ・ビデオ「2014Concert Tour『Kis-My-Journey』」収録映像

  2. ETERNAL MIND
    - 6thライブ・ビデオ「2015 CONCERT TOUR 『KIS-MY-WORLD』」収録映像

  3. PSYCHO
    - 7thライブ・ビデオ収録映像

  4. Black & White
    - 7thライブ・ビデオ収録映像

  5. Dancing Star
    - 3rdライブ・ビデオ収録映像

  6. Gravity
    - 8thライブ・ビデオ「LIVE TOUR 2017 MUSIC COLOSSEUM」収録映像

  7. Tonight
    - 9thライブ・ビデオ収録映像
3. Day3～ローラー編～
  - 5月31日16時公開

  1. Catch Love
    - 4thライブ・ビデオ収録映像

  2. Halley
    - 6thライブ・ビデオ収録映像

  3. キ・ス・ウ・マ・イ 〜KISS YOUR MIND〜
    - 7thライブ・ビデオ収録映像

  4. 運命Girl
    - 5thライブ・ビデオ収録映像

  5. テンション
    - 3rdライブ・ビデオ収録映像

  6. Kis-My-Me-Mine
    - 5thライブ・ビデオ収録映像

  7. NOVEL
    - 7thライブ・ビデオ収録映像
4. Day4～ユニット編～
  - 6月6日17時公開

  1. 棚からぼたもち - 舞祭組
    - 4thライブ・ビデオ収録映像

  2. Touch - 藤ヶ谷太輔・玉森裕太
    - 9thライブ・ビデオ収録映像

  3. 星に願いを - 玉森裕太・宮田俊哉
    - 23rdシングルEXTRA盤特典DVD収録映像

  4. 証 - 北山宏光・藤ヶ谷太輔
    - 6thライブ・ビデオ収録映像

  5. やっちゃった!! - 舞祭組
    - 舞祭組 1stライブ・ビデオ「舞祭組村のわっと! 驚く! 第1笑」収録映像

  6. 70億分の2 - 二階堂高嗣・千賀健永
    - 23rdシングルEXTRA盤特典DVD収録映像

  7. REAL ME - 北山宏光・藤ヶ谷太輔
    - 23rdシングルEXTRA盤特典DVD収録映像
5. FINAL～LIVE TOUR 2019 FREE HUGS! YouTube ver.～
  - 6月7日17時公開
  - 10thライブ・ビデオ「LIVE TOUR 2019 FREE HUGS!」の本編映像を全編（Overture一部、MC、Jr.コーナー、エンドロール一部、アンコール除く）公開。

  1. A.D.D.I.C.T.
  2. Luv Sick
  3. Girl is mine
  4. Bring It On
  5. Mashup（Shake It Up / アイノビート / Kiss魂）
  6. HUG & WALK
  7. 僕だけのプリンセス - 宮田俊哉
  8. Love Story - 玉森裕太
  9. はぐすた - 二階堂高嗣
  10. CHUDOKU
  11. THIS CRAZY LOVE
  12. Tequila! -テキーラ-
  13. We are キスマイ!
  14. SHE! HER! HER!
  15. Everybody Go
  16. ルラルララ
  17. Thank youじゃん!
  18. #1 Girl
  19. 君を大好きだ
  20. 僕ハ君ナシデ愛ヲ知レナイ
  21. 3D Girl
  22. Brand New Season
  23. キャッチボールをしよう - 横尾渉
  24. Love=X2U - 藤ヶ谷太輔
  25. I miss your smile - 千賀健永
  26. DON'T WANNA DIE - 北山宏光
  27. FIRE BEAT
  28. Distance
  29. 全力ファイター
  30. HUGTIME
6. EXTRA
  - 6月14日19時公開

  1. 祈り
    - 1stライブ・ビデオ「Kis-My-Ftに逢えるde Show vol.3 at 国立代々木第一体育館 2011.2.12」収録映像

  2. if
    - 6thライブ・ビデオ収録映像

  3. Flamingo
    - 7thライブ・ビデオ収録映像

  4. Break The Chains
    - 23rdシングルEXTRA盤特典DVD収録映像

  5. 蜃気楼
    - 9thライブ・ビデオ収録映像

  6. 今はまだ遠く 果てしない夢も
    - 23rdシングルEXTRA盤特典DVD収録映像

  7. Hair
    - 2019年開催「LIVE TOUR 2019 FREE HUGS!」より初公開映像（DVD/Blu-ray未収録映像）